# 大沼義之助
大沼 義之助（おおぬま よしのすけ、1915年〈大正4年〉3月7日 - 1996年〈平成8年〉5月26日）は、日本の造り酒屋経営者。千代寿虎屋酒造社長（第2代）・会長。山形県酒造組合理事。寒河江酒造組合理事長。寒河江市消防団長（初代）。寒河江市選挙管理委員会委員長（第2代・7期）。社団法人寒河江法人会会長（初代）。寒河江ロータリークラブ会長（初代、第2代）。

## 来歴
- 1915年（大正4年）3月7日 - 虎屋本店8代目当主・父：大沼保吉と母：セイの次男として生まれる。
- 1922年（大正11年） - 虎屋本店が寒河江町の倒産した造り酒屋「石山佐助」の酒造工場を買収して虎屋第三酒造場として創業。
- 山形市立商業学校（後の山形市立商業高等学校）卒業
- 1933年（昭和8年） - 虎屋第三酒造場 就職
- 1935年（昭和10年） - 虎屋第三酒造場 主任
- 1939年（昭和14年）7月5日 - 鈴木秀治郎の二女・鈴木ミキヲと結婚。
- 1940年（昭和15年）12月9日 - 寒河江町に分家する。
  - 12月25日 - 虎屋第三酒造場を虎屋より分離独立させ「虎屋寒河江酒造場」と改名。経営者となる。
- 1947年（昭和22年）10月1日 - 寒河江町消防団第一分団自動車部所属となり、寒河江町消防団団長就任。
- 1952年（昭和27年） - 「千代寿」の商標を登録。
- 1953年（昭和28年）2月1日 - 合資会社虎屋寒河江酒造を設立し代表社員就任
- 1954年（昭和29年） - 市制施行に伴い寒河江市消防団が発足し初代団長就任（1959年〈昭和34年〉11月10日まで）
- 1959年（昭和34年）9月10日 - 寒河江ロータリークラブ初代会長就任
- 1960年（昭和35年） - 社名を虎屋酒造合資会社に変更する。
  - 5月 - 寒河江西村山法人会会長就任（1986年〈昭和61年〉8月まで）
  - 7月1日 - 寒河江ロータリークラブ第2代会長就任（1961年〈昭和36年〉6月30日まで）
  - 8月2日 - 寒河江市選挙管理委員会委員長初選任
- 1961年（昭和36年） - 焼酎の生産を停止する。
  - 7月1日 - 寒河江ロータリークラブ副会長就任（以後1963年、1969年、1979年にも副会長を務めた。）
- 1962年（昭和37年）10月22日 - 午前8時30分、父：大沼保吉死去。
- 1963年（昭和38年）8月2日 - 寒河江市選挙管理委員会委員長2期連続選任
- 1967年（昭和42年）8月2日 - 寒河江市選挙管理委員会委員長3期連続選任
- 1970年（昭和45年） - 寒河江ロータリークラブ幹事就任
- 1971年（昭和46年） - 国際ロータリークラブ第353地区中央分区代理（後のガバナー補佐に相当）就任
  - 8月2日 - 寒河江市選挙管理委員会委員長4期連続選任
- 1972年（昭和47年） - 山形県酒造組合理事就任（1974年〈昭和49年〉まで）
- 1975年（昭和50年）8月2日 - 寒河江市選挙管理委員会委員長5期連続選任
- 1979年（昭和54年）8月2日 - 寒河江市選挙管理委員会委員長6期連続選任
- 1983年（昭和58年）8月2日 - 寒河江市選挙管理委員会委員長7期連続選任（1987年〈昭和62年〉8月1日まで）
- 1984年（昭和59年）10月 - 社名を千代寿虎屋酒造合資会社に変更し会長就任。長男の大沼保義は社長となる。
- 1986年（昭和61年）10月 - 社団法人寒河江法人会初代会長就任（1993年〈平成5年〉8月まで）
- 1996年（平成8年）5月26日 - 死去。満年齢81歳。

## 栄典・受賞
- 1987年（昭和62年）11月 - 寒河江市表彰
- 1990年（平成2年）4月29日 - 勲五等瑞宝章

## その他の役職
- 寒河江市消防団第一分団自動車部特別顧問

## 出版物
著書
- 『千代寿虎屋酒造史』 1989年8月 大沼義之助（著） 千代寿虎屋酒造（出版）

編纂
- 『大沼保吉翁回想録』 1963年6月 後藤嘉一（編著） 大沼勘四郎、大沼義之助、大沼貞蔵（編纂委員）

関連書籍
- 『酒蔵片々 - 幼少編』 2004年1月 大沼保義（著） 千代寿虎屋酒造株式会社（出版）

## 親族
- 父：大沼保吉 - 第10代山形市長、寿虎屋酒造8代目経営者、千代寿虎屋酒造初代経営者
- 母：大沼セイ - 保吉の後妻。寿虎屋酒造7代目経営者・大沼金治の三女
- 妻：大沼ミキヲ - 鈴木秀治郎の二女
  - 長男：大沼保義 - 千代寿虎屋酒造3代目社長
    - 孫：大沼寿洋 - 千代寿虎屋酒造4代目社長、月山トラヤワイナリー社長
- 義兄：大沼貞蔵 - 医師、医学博士、山形県医師会初代会長
- 長姉：大沼セン - 保吉と前妻ウンの長女。貞蔵の前妻
- 兄：大沼勘四郎 - 寿虎屋酒造9代目社長
  - 甥：大沼英一 - 寿虎屋酒造10代目経営者
  - 姪：大沼裕子 - 正田陽一（東京大学名誉教授・上皇后美智子の従兄）妻
  - 甥：大沼保昭 - 東京大学名誉教授
- 次姉：大沼クラ - 貞蔵の後妻
  - 甥：大沼貞雄 - 医師、医学博士、（社）山形市医師会会長

## 参考資料
- 『千代寿虎屋酒造史』 1989年8月 大沼義之助（著） 千代寿虎屋酒造（出版）
- 『酒蔵片々 - 幼少編』 2004年1月 大沼保義（著） 千代寿虎屋酒造株式会社（出版）
- 『山形県酒造史 山形酒の昨日・今日・明日』 2005年5月 山形県酒造組合（出版）
- 『寒河江市選挙のあゆみ』 1994年4月 寒河江市選挙管理委員会（著・出版）
- 『寒河江市消防団第一分団自動車部70周年のあゆみ』 1992年5月 寒河江市消防団第一分団自動車部70周年記念実行委員会（出版）
- 『寒河江ロータリークラブ 二十年の歩み』 1980年4月 寒河江ロータリークラブ（出版）
- 『寒河江ロータリークラブ 創立25周年記念誌』 1984年11月 寒河江ロータリークラブ（出版）
- 『官報』 1990年5月1日 号外 47 叙位・叙勲
- 『市報さがえ』 1987年12月5日号
- 山形県立図書館・蔵書検索「千代寿虎屋酒造史」詳細情報 （著者）大沼義之助 （著者名ヨミ）オオヌマヨシノスケ
- 『大沼保吉翁回想録』 1963年6月 後藤嘉一（編著） 大沼保吉翁回想録編纂委員会（出版）
- 公益社団法人寒河江法人会 沿革